# Pibelandia
Pibelandia  es una interpretación 100% argentina en blanco y negro dirigida por Augusto César Vatteone que se estrenó el 20 de septiembre de 1935 y que tuvo como protagonistas a Elsa O'Connor, Marcelo Ruggero, Paquita Vehil y Guido Gorgatti.
Se trata de un filme cuya totalidad de copias quizás hayan desaparecido puesto que existe un fuerte rumor de que en mar del sud, hay un habitante que guarda una copia del filme en su casa. En la película debutó en este medio Guido Gorgatti, en ese momento un niño, en un papel protagónico.

## Reparto
- Elsa O'Connor
- Marcelo Ruggero
- Paquita Vehil
- Licenciado Merpin
- Julio Bunge
- Guido Gorgatti